# Nens de Morelia
Els Nens de Morelia va ser un grup de 456 menors d'edat, entre orfes de guerra i fills de combatents republicans, que van ser portats d'Espanya en el vapor de bandera francesa Mexique, a petició del Comitè Iberoamericà d'Ajuda al Poble Espanyol, amb seu a Barcelona, i per gestions del Comitè d'Ajuda als Nens del Poble Espanyol, que presidia Amalia Solórzano l'esposa del President de Mèxic el general Lázaro Cárdenas del Río.
Enmig de grans manifestacions populars de benvinguda, van arribar al port de Veracruz el 7 de juny de 1937; l'endemà estaven en al Districte Federal i el dia 10 a la ciutat de Morelia, on van ser allotjats en dues cases condicionades per instal·lar l'internat i àrees docents de l'Escola Industrial Espanya-Mèxic, de la qual es va nomenar director Lamberto Moreno.
En morir electrocutat un d'ells, Francisco Nabot Satorres, es van amotinar i van aconseguir la destitució del director, qui havia donat mostres d'hispanofòbia. Va ser substituït per Paula Nava, qui va fracassar en el càrrec. A la fi de l'any, va arribar un nou director, Roberto Reyes Pérez, qui sabedor de la corrupció d'alguns membres del personal, es va recolzar en professors i funcionaris de filiació comunista per tenir una relació menys tibant amb els nois, d'entre els quals va seleccionar als que exercien lideratge sobre els seus companys per imposar disciplina.
Una deficiència de l'educació rebuda a Morelia va ser que es va ometre tota atenció a la història d'Espanya, la qual cosa va contribuir a crear problemes d'identitat entre els nois. Un altre dels problemes va ser l'anticlericalisme d'alguns nens, compartit plenament pel director, que va portar a hostilitat contra els catòlics del grup.
Per la seva banda els espanyols residents a la ciutat es van mostrar generosos amb els nens, però l'afecte, i sobretot el desig de sostreure'ls a l'anomenada educació socialista, van motivar alguns raptes, amb freqüència disfressats d'adopció, que només podien autoritzar les més altes autoritats de la República.
En setembre de 1939 havien deixat l'escola 167 nens, dels quals quatre eren desapareguts, 21 s'havien lliurat als seus familiars, 16 al cònsol d'Espanya Agustín Millares Carlo, 29 nenes estaven amb particulars per instruccions presidencials i nou es van lliurar a parents i particulars nouvinguts, per haver-ho dit així el secretari d'educació pública.